# Herbert Westphal
Herbert H. Westphal (* 1943 in Horn-Bad Meinberg) ist ein deutscher Restaurator und Waffenkundler.

## Leben
Westphal war als Restaurator für vor- und frühgeschichtliche Funde tätig, zuletzt für das Museum in der Kaiserpfalz in Paderborn.
Zu seinen Forschungsgebieten gehören vor allem metallurgisch-restauratorische Untersuchungen sowie waffenkundliche Studien, hier besonders im Bereich der jagdlichen Blankwaffen (Hirschfänger, Saufeder). Im Jahre 1993 erforschte Westphal die Ringpanzer und Zweihandschwerter der Hornschen Schlachtschwertierer, die er zum Teil als spätmittelalterliche und frühneuzeitliche Originale identifizieren konnte.

## Veröffentlichungen (Auswahl)
- Die Zweihandschwerter und Ringpanzer der Hornschen Schlachtschwertierer. Horn-Bad Meinberg 1993.
- Franken oder Sachsen? Untersuchungen an frühmittelalterlichen Waffen (= Studien zur Sachsenforschung 14). Isensee, Oldenburg 2002.
- Zur Entwicklung mittelalterlicher Waffen. In: Walter Melzer (Hrsg.): Schmiedehandwerk in Mittelalter und Neuzeit (= Soester Beiträge zur Archäologie 5). Mocker & Jahn, Soest 2004, S. 47–61.
- mit Wolfgang Weitz: Blankwaffen im Museum Jagdschloß Kranichstein. Bestandskatalog. Schnell & Steiner, Regensburg 2010, ISBN 978-3-7954-2386-5.
- Hirschfänger. Zur historischen Entwicklung jagdlicher Seitenwaffen. Horn-Bad Meinberg 2016.
- Saufedern und Bäreneisen – zur historischen Entwicklung von Jagdspießen. Horn-Bad Meinberg 2024.